# Стийв Дейвис
Стив Дейвис (на английски: Steve Davis) е професионален английски играч на снукър. Понастоящем той живее в Брентуд, Есекс заедно със своята съпруга и двамата си сина. През своята спортна кариера Стив Дейвис е спечелил повече титли от професионални състезания по снукър от всеги друг състезател в историята на този спорт. Сред тези награди са и шест спечелени световни първенства, както и 6 титли от първенството на Обединеното кралство. Той е определян безспорно като един от най-големите играчи в историята на снукъра. Върха на кариерата на Дейвис е през 1980-те години, когато той напълно доминира в този спорт. По това време се смята, че той е изпреварил по участия в телевизионни излъчвания дори първия министър на Обединеното кралство. През 2006 г. той ще навърши 49 години като все още е в елита на световния снукър. Надеждата му е да остане в топ 16 на световната ранглиста до навършването си на 50 години. В ранглистата за сезон 2006/2007 той е класиран на 11 място, което означава, че за да навърши 50 години в топ 16 му се налага да остане там и през сезон 2007/2008.

## Кариера в снукъра

### Ранна кариера
След успешна аматьорска кариера, през която Стив Дейвис печели редица юношески състезания по билярд и снукър. Професионалист в снукъра той става през 1978 г., а година по-късно той прави и своя дебют на Световното първенство, където е отстранен от Денис Тейлър с 13 на 11 фрейма в първия кръг на състезанието. На следващото световно първенство, през 1980 г. Дейвис прави много по-силно представяне като достига до четвъртфиналите, където е победен от Алекс Хигинс. По време на това първенство Стив Дейвис отстранява и световния шампион от 1979 г. - Тери Грифитс.

### Златни години (80-те)
Още през 1980 г., само две години след като става професионален играч, той печели и първата си професионална титла. Това става на Първенството на Обединеното кралство. По пътя си към спечелването на тази титла Дейвис отстранява двамата си големи противници от Световното първенство през същата година - Тери Грифитс и Алекс Хигинс, съответно с резултат 9 на 0 и 16 на 6 фрейма. Успехите му като играч продължават да нарастват и през следващата година, когато на Световното първенство той достига до финала на състезанието. През това първенство той отново среща на масата за снукър Грифитс и Хигинс, както и световния шампион от 1980 г. - Клиф Торбърн и младия Джими Уайт, който след години се превръща заедно с Дейвис в един от най-големите играчи на своето време. На финала Стив Дейвис побеждава Дъг Монтджой с 18 на 12 фрейма, което дава началото на годините, през които той доминира, както на световното първенство, така и като цяло в снукъра.
След победата си в световното първенство през 1981 г. Стив Дейвис побеждава Денис Тейлър с резултат 9 на 0 на финала на Международното първенството Джеймисън. Той успява категорично да запази титлата си от Първенството на Обединеното кралство като в полуфинала побеждава Джими Уайт с 9 на 0, а във финала Тери Грифитс с 16 на 3 фрейма.
Дейвис записва името си в историята на телевизионните предавания на мачове по снукър през 1982 г., когато той става автор на първия максимален брейк от 147 точки в рамките на телевизионно предаване. Той постига това по време на състезанието Лада Класик, в своя мач срещу Джон Спенсър. През тази година той не успява да спечели купата от това състезание, тъй като е победен от Тери Грифитс с 9 на 8 във финала. За сметка на това Дейвис побеждава Грифитс на финала на Бенсън Енд Хеджис Мастърс, което е първата от трите титли на Стив Дейвис от това състезание.
Може би най-голямата изненада в света на снукъра през 1982 г. е неочакваната загуба на Стив Дейвис от Тони Ноулис с 10 на 1 фрейма в първия кръг на Световното първенство през 1982 г. След последните си представяния Дейвис е смятан за един от най-сериозните претенденти за титлата и отпадането му шокира публиката. Дейвис не успява да вземе и трета титла от Британското първенство, след загубата си в четвъртфиналния мач срещу Тери Грифитс. Дейвис се завръща с победа от Световното първенство по двойки, където печели първата от четири титли с партньор Тони Мао. През следващия сезон Стив Дейвис отново печели Световното първенство през 1983 г. като на финала побеждава Клиф Торбърн с 18 на 6 фрейма, а след като година по-късно побеждава Джими Уайт с 18 на 16 фрейма на финала на Световното първнство през 1984, Дейвис става първият състезател, успял да защити своята титла от Театър Крусибъл (все още нито един играч на е защитавал първата си титла в Театър Крусибъл.
На финала на Британското първенство през 1983 г. Стив Дейвис губи от Алекс Хигинс с 16 на 15 фрейма, след като в началото на мача повежда в резултата със 7 на 0. Дейвис си връща титлата от Обединеното кралство през следващата година като на финала побеждава Хигинс с 16 на 8 фрейма. Дейвис запазва купата на Обединеното кралство до 1988 г., когато е победен на полуфинала на първенството от младия Стивън Хендри. На предишните финали Дейвис побеждава съответно Уили Торн, Нийл Фулдс и Джими Уайт през 1985, 1986 и 1987 г.
Стив Дейвис участва в един от най-обсъжданите и известни сами по себе си мачове – фанала на Световното първенство през 1985 г. Тогава Дейвис се изправя срещу Денис Тейлър като с почти безгрешна игра повежда в резултата със 7 на 0 фрейма, а в началото на вечерната сесия печели още един фрейм и довежда резултата до 8 на 0. След това обаче Тейлър успява да навакса резултата като минава през 7 на 9 и стига до равен резултат 12 на 12. В крайна сметка се стига до решаващ фрейм при резултат 17 на 17, който е спечелен от Тейлър след размяна на защитни удари по последната останала черна топка. Мачът е смятан от експерти в спорта за най-известния на широката публика мач в историята на снукъра. Дейвис се реваншира на Денис Тейлър на финала на Ротманс Гран При, където печели състезанието в решаващия фрейм.
На Световното първенство през 1986 г. Дейвис побеждава в четвъртфинала Джими Уайт с 13 на 5 фрейма, а на полуфинала Клиф Торбърн с 16 на 12, като на финала се изправя срещу абсолютния аутсайдер за това състезание - Джо Джонсън. В началото на състезанието Джонсън има коефициент за спечелване 150 и все пак той побеждава Стив Дейвис с 18 на 12 фрейма. Крайният резултат от световното не се отразява на позицията на Дейвис в световната ранглиста през следващия сезон, тъй като през този сезон той печели Британското първенство Гран При и Британското открито първенство. Дейвис среща Джо Джонсън на финала на Световното първенство през следващата година, където го побеждава с 18 на 14 фрейма. На Световното първенство през 1988 г. той отива гато носител на титлите от три ранкинг-турнира през тази година - Класик, Прейърс и Британското открито първенство, както и като победител в Мастърс и Мастърс Ирландия. По време на самото светвно първенство Дейвис побеждава Майк Харлет с 13 на 1, Тони Драго с 13 на 4, Клиф Торбърн с 16 на 8. На финала на първенството Дейвис се изправя срещу Тери Грифитс и го побеждава с резултат 18 на 11. През следващата година Дейвис постига най-безкомпромисната победа в модерната ера на финалите на световното първенство като побеждава Джон Парът с 18 на 3 фрейма. На това първенство той постига и рекорда за най-малко загубени фреймове по пътя към титлата – 23.

## Сезон 2009/10
| Турнир                    | Резутат | Спечелени пари | Ранкинг точки | Най-голям брейк | 100+ брейк | 50+ брейк | Брой спечелени срещи |
| ------------------------- | ------- | -------------- | ------------- | --------------- | ---------- | --------- | -------------------- |
| Шанхай мастърс 2009       |         | £              |               |                 |            |           |                      |
| Гран При 2009             |         | £              |               |                 |            |           |                      |
| Британско първенство 2009 |         | £              |               |                 |            |           |                      |
| Мастърс 2010              |         | £              |               |                 |            |           |                      |
| Първенство на Уелс 2010   |         | £              |               |                 |            |           |                      |
| Първенство на Китай 2010  |         | £              |               |                 |            |           |                      |
| Световно първенство 2010  |         | £              |               |                 |            |           |                      |
| Общо                      |         | £              |               |                 |            |           |                      |